# Gordon L. Allott
Gordon L. Allott (Pueblo, 1907. január 2. – Englewood, 1989. január 17.) az Amerikai Egyesült Államok szenátora (Colorado, 1955–1973).